# Edouard Whettnall
Baron Edouard Charles Etienne Whettnall (Luik, 16 juli 1839 - Kasteel van Nieuwenhoven, 27 maart 1903) was een Belgisch diplomaat.

## Biografie

### Familie
Edouard Whettnall was een zoon van Charles Whettnall (1811-1882) en Françoise Travers de Jever (1812-1895). Hij was een broer van senator en burgemeester Edmond Whettnall. Zijn vader werd in 1851 in de Belgische erfelijke adel opgenomen met de titel van baron, die in 1871 werd uitgebreid tot al zijn nakomelingen.
Hij was een schoonbroer van graaf Raymond Cornet d'Elzius de Peissant, burgemeester van Grimbergen.

### Loopbaan
Whettnall was secretaris in Den Haag in 1879 en ambassaderaad in Berlijn in 1880 en in Londen in 1882. Hij was consul-generaal in Tanger van 1884 tot 1888 en ambassadeur bij de Heilige Stoel in Rome van 1888 tot 1894 en buitengewoon gezant en gevolmachtigd minister in Londen van 1895 tot 1905.
Zijn hobby's waren jacht en fotografie. Hij was lid van de Association belge de Photographie.